# 坂田貞
坂田 貞（さかた ただす、1863年9月13日（文久3年8月1日） - 1937年（昭和12年）9月25日）は、明治から昭和時代戦前の政治家、実業家。貴族院多額納税者議員。

## 経歴
肥後国八代郡植柳村（熊本県八代郡植柳村を経て現八代市）出身。橋本寛の長男として生まれ、先代範英の養子となり1872年（明治5年）家督を相続する。
1891年（明治24年）以降、植柳村会議員、同村農会長、熊本県会議員、同県農会長、八代郡会議員、郡参事会員、同農会評議員、帝国農会議員のほか、九州商業銀行取締役、九州新聞社監査役などを歴任した。
1925年（大正14年）9月には熊本県多額納税者として貴族院議員に互選され同年9月29日に就任し、交友倶楽部に所属し1932年（昭和7年）9月まで務めた。

## 親族
- 子：坂田道男（八代市長）[5]